# Commelina macrospatha
Commelina macrospatha là một loài thực vật có hoa trong họ Commelinaceae. Loài này được Gilg & Ledermann ex Mildbr. mô tả khoa học đầu tiên năm 1925.